# São Simão (kommun i Brasilien, São Paulo, lat -21,45, long -47,57)
São Simão är en kommun i Brasilien.   Den ligger i delstaten São Paulo, i den sydöstra delen av landet, 600 km söder om huvudstaden Brasília. Antalet invånare är 14 350.
Följande samhällen finns i São Simão:
- São Simão

I omgivningarna runt São Simão växer i huvudsak städsegrön lövskog. Runt São Simão är det ganska glesbefolkat, med 34 invånare per kvadratkilometer.